# Pępice (województwo opolskie)
Pępice – wieś w Polsce położona w województwie opolskim, w powiecie brzeskim, w gminie Skarbimierz.

## Historia
Duża wieś, założona na planie ulicówki, usytuowana na północ od autostrady A4, cztery kilometry na południe od Brzegu, na płaskim, niemal bezleśnym terenie Równiny Grodkowskiej. Brukowana główna ulica wiejska z aleją lipową. Wcześniej wzmiankowana pod nazwami, Pambitz, Pampitz. Własność książęca od 1412 r., kolegiaty św. Jadwigi.
Nazwa miejscowości zdaniem badaczy niemieckich wywodzi się od słowiańskiej Popowice, tj. Księża Wieś. Od tak nazwanej wsi, podczas kolonizacji na prawie niemieckim oddzielić się miała część Pd, którą zwano Konradswaldau, Las Konrada (obecnie Przylesie). Najstarsza wzmianka o Pępicach brzmiąca „Item in Pambitz sunt XLVI mansus solvens vertones”, występuje w roku 1305 w dokumencie „Liber fundationis episcopus vratislaviensis”. Z 1334 roku pochodzi informacja, że książę wrocławski Bolesław sprzedał swemu lennikowi Peterowi Kosmatke 9 3/4 łana w Pampitz. W tym też dokumencie wspomniano o prawie patronatu i pośrednio o istnieniu kościoła. W 1412 roku książę brzeski Ludwik II brzeski nadał kapitule kolegiaty św. Jadwigi dobra Schönau (Obórki), Konradswaldau i Pampitz na prawie książęcym, wolne od wszelkich obciążeń. Kolejny zapis z XV w. podaje, że Pampitz „przez przeklętych kacerzy i innych wrogów zostało spustoszone”. Wzmianka ta dotyczy najazdów husyckich. Ponowne zniszczenie wsi miało miejsce w 1633 roku, w czasie wojny 30-letniej. Następne, podczas najazdu Fryderyka II Wielkiego na Śląsk, w czasie decydującej bitwy z Austrią pod Małujowicami w 1741 roku Pępice zostały częściowo spalone: „Z dymem poszła ulica Rybacka za znajdującymi się na niej gospodami. Nie oszczędzono też kościoła i domu parafialnego”.
Około 1914 r. przy granicy wsi powstało lotnisko,  początkowo wykorzystywane jako lotnisko sportowe. W latach 30. XX wieku, rozbudowane przez Luftwaffe. Stąd m.in. startowały samoloty do nalotów na Polskę w 1939 roku. W 1945 zdobyte przez wojska radzieckie razem z dużą ilością sprzętu i amunicji. Do lat 90. XX wieku,  wielokrotnie powiększone, było jedną z największych baz lotniczych wojsk radzieckich w Polsce. Po opuszczeniu przez wojska radzieckie w latach 1992–1993, zagospodarowywane na cele cywilne. Obecnie część terenu lotniska przeznaczono na tereny inwestycyjne (* źródło: Przewodnik po Ziemi Brzeskiej)
Obóz pracy Brieg – Pampitz z II wojny światowej, znajdował się na terenie lotniska, w bezpośrednim sąsiedztwie wsi Pępice. Pierwszymi więźniami obozu byli jeńcy polscy z kampanii wrześniowej. W drugiej połowie 1940 roku zastąpiono ich jeńcami francuskimi. Latem 1941 roku miejsce Francuzów zajęli jeńcy sowieccy, w styczniu 1944 roku w obozie umieszczono Żydów. Od 7 sierpnia 1944 roku do 25 stycznia 1945 roku działała tu filia obozu koncentracyjnego Groß-Rosen, kierowana przez esesmanów, ale z załogą złożoną z żołnierzy Luftwaffe. W tym czasie w obozie przebywało około 1000 więźniów, w większości Polaków. Pracowali głównie jako robotnicy budowlani na lotnisku, w mniejszej mierze w rolnictwie. Do listopada 1944 mieszkali w niewielkich barakach w liczbie 70, a później w ich miejsce, zbudowali 10 większych. Poza tym, były też baraki gospodarcze i administracyjne. Szacuje się, że w okresie, gdy obóz podlegał KL Groß-Rosen, z 1000 uwięzionych umarło 47, w tym pięciu zabitych w ucieczce grupy 30 więźniów z dnia 05.01.1945 (resztę złapano, z wyjątkiem dwóch osób, którym udało się umknąć pościgu). 25 stycznia 1945 r. w związku ze zbliżającym się od wschodu frontem, Niemcy opuścili obóz, ewakuując więźniów do KL Groß-Rosen. W pobliżu lotniska, ale w pewnym oddaleniu od obozu 11 listopada 1998 roku odsłonięto pamiątkową tablicę.

## Zabytki

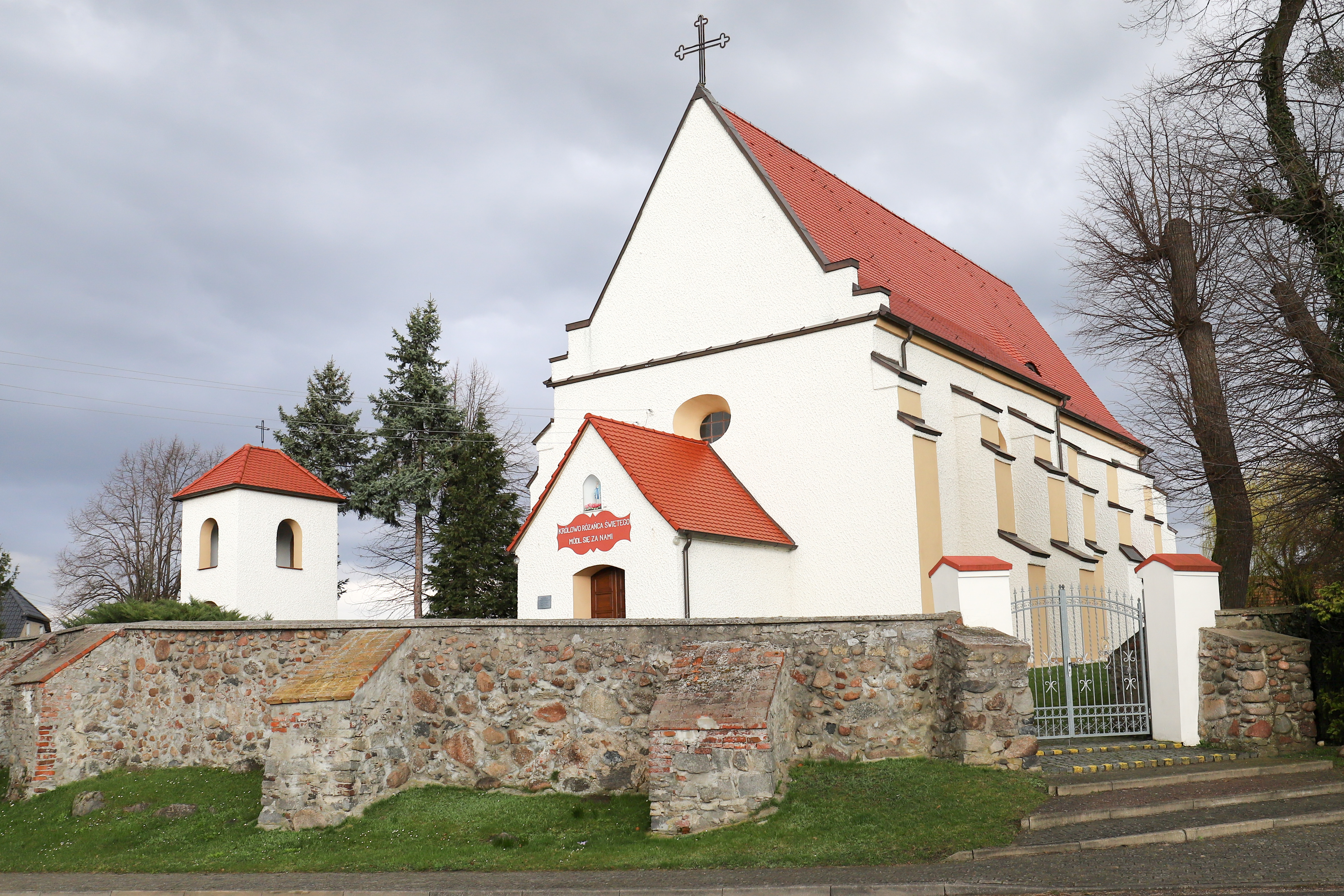
Kościół Matki Bożej Różańcowej

Do wojewódzkiego rejestru zabytków wpisane są:
- kościół fil. pw. MB Różańcowej, obecny zbudowany w pierwszej połowie XV w. poczynając od prezbiterium i zapewne zakrystii. Wzmiankowany już w XIV w. (1334), lecz nic nie wiadomo o jego ówczesnej formie. Freski we wnętrzu wykonano zapewne wkrótce po zbudowaniu chóru. Spustoszony w czasie wojen husyckich. Od 1534 ewangelicki. W latach 1691–1696 kościół nieczynny, kult zawieszony. W latach 1696–1697 kościół rekatolicyzowany; potem powrót ewangelików. Zniszczony częściowo w 1741 roku, podczas bitwy pod Małujowicami. Spłonęły dachy, wieża i pobliski dom parafialny. Uległy wówczas zniszczeniu akta i kroniki kościelne. Po 1741 roku odbudowa i nadbudowa wieży w konstrukcji ryglowej. W 1931 roku odkrycie dużego zespołu polichromii gotyckich w prezbiterium z dwu faz z XV wieku (z 1440 i 1497). W roku 1933 freski zostały zakonserwowane. Do 1945 kościół ewangelicki, pod patronatem Szkolnego Kolegium Prowincji w Brzegu. Po wojnie użytkowany jako katolicki kościół filialny. Obecnie kościół filialny pw. MB Różańcowej. Powojenne nieprofesjonalne remonty doprowadziły do zatynkowania lub zniszczenia fresków wewnętrznych, zlikwidowano też barokową wieżę zachodnią, część kościoła otynkowano fakturowym tynkiem cementowym. Kościół otoczony jest kamiennym murem gotyckim o owalnym zarysie, wspartym przyporami, z dwiema bramami z których N-O gotycka, zamknięta ostrołucznie, zaś S-O z XIX wieku, z murowanymi filarami.
- dawny cmentarz ewangelicki przy kościele, obecnie zniesiony, w obrębie muru
  - ogrodzenie z bramkami, z XV w., XIX w.

Inne zabytki:
- dworek, z XVIII wieku, niegdyś pastorówka, za murem kościelnym